# Simmesjön
Simmesjön är en sjö i Svenljunga kommun och Tranemo kommun i Västergötland och ingår i Ätrans huvudavrinningsområde. Sjön har en area på 1,3 kvadratkilometer och ligger 149 meter över havet. Sjön avvattnas av vattendraget Lillån.

## Delavrinningsområde
Simmesjön ingår i det delavrinningsområde (637982-134487) som SMHI kallar för Utloppet av Simmesjön. Medelhöjden är 178 meter över havet och ytan är 38,67 kvadratkilometer. Det finns ett avrinningsområde uppströms, och räknas det in blir den ackumulerade arean 80,88 kvadratkilometer. Lillån som avvattnar avrinningsområdet har biflödesordning 2, vilket innebär att vattnet flödar genom totalt 2 vattendrag innan det når havet efter 122 kilometer. Avrinningsområdet består mestadels av skog (63 %), jordbruk (13 %) och sankmarker (14 %). Avrinningsområdet har 1,35 kvadratkilometer vattenytor vilket ger det en sjöprocent på 3,5 %.